# فرودگاه بو
فرودگاه بو (به انگلیسی: Bo Airport) یک فرودگاه همگانی با کد یاتا KBS است که یک باند فرود سنگفرش دارد و طول باند آن ۱۲۲۰ متر است. این فرودگاه در کشور سیرالئون قرار دارد و در ارتفاع ۱۰۰ متری از سطح دریا واقع شده‌است.

## شرکت‌های هواپیمایی و مقصدهای پروازی
| شرکت‌های هواپیمایی | مقصدهای پروازی         |
| ----------------- | ---------------------- |
| Eagle Air         | هاستینگز، کنما، اینگما |